# Una ragazza e il suo sogno
Una ragazza e il suo sogno (What a Girl Wants) è un film del 2003 diretto da Dennie Gordon.
Il film è un remake di Come sposare una figlia, a sua volta basato sulla commedia teatrale The Reluctant Debutante di William Douglas-Home.
Ha come protagonisti Amanda Bynes, Colin Firth e Kelly Preston. Il film è uscito negli Stati Uniti d'America il 4 aprile 2003 e in Italia il 22 agosto dello stesso anno. Il film ha ottenuto un grande successo, ricevendo recensioni positive dalla critica e ha incassando 180 milioni di dollari in tutto il mondo.

## Trama
Daphne Reynolds è una ragazza americana di 17 anni che vive a New York con la madre Libby, che fa la cantante ai matrimoni. 17 anni prima, Libby incontrò il britannico Henry Dashwood in Nord Africa e si sposarono con una cerimonia di matrimonio beduina di incerta legalità. Alistair Payne, il consigliere aristocratico della famiglia, inganna Libby facendola andar via, dicendole che è meglio per i doveri di Henry che questi non sappia che è incinta, poi mente ad Henry, nascondendogli la gravidanza e dicendo che Libby se ne sarebbe andata perché era innamorata di qualcun altro. Libby è sempre stata onesta con Daphne su chi fosse suo padre, anche se Daphne prova un senso di vuoto senza di lui. Quando Daphne si diploma al liceo, scappa a Londra per cercare di incontrare suo padre. 
Henry ha rinunciato al suo posto alla Camera dei Lord per candidarsi alle elezioni alla Camera dei Comuni, sperando di diventare alla fine Primo Ministro del Regno Unito. Spinto da Alistair, che funge da suo consigliere politico, si fidanza con sua figlia, la snob Glynnis, che ha una figlia adolescente altrettanto snob, Clarissa.
Effettuando il check-in in un ostello di Londra, Daphne incontra Ian Wallace, un ragazzo del posto che lavora lì per sostenere il suo sogno di diventare musicista.
Quando Henry sorprende Daphne nella sua tenuta, rimane sbalordito nell'apprendere che ha una figlia, mentre sua madre, Jocelyne, la accoglie immediatamente, dandole una stanza nella tenuta. Dopo aver verificato tutto in una telefonata con Libby, Henry coglie l'opportunità di creare un legame con Daphne. La ragazza cerca di essere accettata della cerchia sociale di suo padre, ma viene ripetutamente ostacolata da Glynnis e Clarissa, tentativi che falliscono ripetutamente venendo messe in imbarazzo davanti a tutti.
Daphne conquista inavvertitamente l'aristocrazia, inclusa l'anziana principessa Charlotte, ogni volta che interagisce con loro. Ian inoltre le rivela di essere figlio di un'aristocratica che era stata diseredata dalla famiglia per essersi messa con un uomo di basso ceto sociale ma essendo lui per metà nobile i membri della famiglia della madre lo istruirono pagando le scuole e i club migliori al fine di salvare la faccia; lui però quando si rese conto dell'ipocrisia della famiglia della madre li ripudiò volendo essere se stesso e non diventare come loro. Daphne e Ian finiscono coll'innamorarsi l'uno dell'altra. Tuttavia, la campagna politica di Henry soffre a causa del comportamento fiammeggiante di Daphne. Henry le chiede di assumere il modo più dignitoso del lignaggio Dashwood, dopo di che i numeri dei sondaggi di Henry migliorano rapidamente. Ian è deluso dal suo nuovo comportamento poiché non è più la persona di cui si è innamorato.
Durante la sua festa di debutto in società, organizzata da suo padre, Daphne incontra Ian venuto al ricevimento in qualità di musicista, lui fa capire a Daphne che non è più se stessa e lei capisce che purtroppo Ian ha ragione perché è infelice non potendo essere ciò che è realmente. Libby giunge alla festa per riunirsi con la figlia e lei ed Henry ballano insieme e qui l'uomo chiede alla sua ex compagna perché l'ha abbandonato, lei gli dice che era stato lui a volere che se ne andasse cosa che l'uomo nega dicendo che era lei ad avergli detto che voleva andarsene e i due si rendono conto a quel punto di essere stati ingannati da Alistair. Daphne allo stesso tempo sente Alistair che spiega a Glynnis come si sia "sbarazzato" di Libby diciassette anni prima. Quando Daphne lo affronta, Glynnis la chiude a chiave in una stanza. Glynnis chiede quindi a Ian di annunciare il ballo padre–figlia, sapendo che Henry dovrà ballare con Clarissa. Libby libera Daphne, ma quando vedono Henry ballare con Clarissa, per Daphne è la goccia che fa traboccare il vaso. Dopo aver dato a Clarissa la tiara tanto bramata, dice ad Henry di non voler essere una persona diversa da quello che è sempre stata e che tornerà in America.
Qualche tempo dopo, Henry sorprende tutti annunciando che si ritira dalle elezioni. Mentre lascia la conferenza stampa, Henry rivela ad Alistair che sa che ha fatto in modo che lui e Libby si separassero cosa che il consigliere dichiara di aver fatto per salvare l'onore e la reputazione della famiglia, rivelando di aver sempre saputo della gravidanza di Libby.  Henry dà un pugno in faccia ad Alistair e lo licenzia, dopodiché rompe il suo fidanzamento con Glynnis avendo visto finalmente la sua natura avida e arrivista.
Daphne sta facendo la cameriera ad un matrimonio, dove Libby è la cantante. Quando inizia il ballo padre-figlia, Henry si presenta, dicendo a Daphne che le vuole bene e si scusa per aver tentato di cambiarla accettandola per quello che è. Daphne lo perdona e lo abbraccia, chiamandolo per la prima volta "papà". Daphne finalmente ottiene il ballo padre-figlia che desiderava da tutta la vita. Henry informa Daphne che ha portato un grande regalo di scuse per lei, a quel punto Ian appare che le chiede di ballare. Mentre Ian e Daphne ballano, Henry si scusa con Libby e anche loro iniziano a ballare.
Nell'epilogo, Glynnis sposa un ricco nobile che l'annoia a morte, Clarissa sposa Armistead che la mette costantemente in imbarazzo e Alistair, poiché ciò che ha fatto ai danni della famiglia di Henry e Libby è stato reso pubblico da Henry stesso, ha perso tutto e lavora su un tour bus di Londra. Libby ed Henry si sposano legalmente con una cerimonia beduina e vanno a vivere insieme a Londra. Daphne viene accettata ad Oxford ed ha una relazione con Ian.